# Steenkolenengels
Steenkolenengels is een benaming voor zeer slecht Engels, zoals dat wordt gesproken door Nederlandstaligen die het Engels onvoldoende beheersen.
De term gaat terug op de hybride taal die rond 1900 door Nederlandse havenarbeiders werd gebruikt om te communiceren met de bemanning van steenkolenboten uit het Verenigd Koninkrijk. Het woord wordt gebruikt voor taalfouten in het Engels die zijn terug te voeren op verwarring met het Nederlands.

## Verwante begrippen
Het Engelse woord voor 'steenkolenengels' is Dunglish, een samentrekking van de woorden Dutch ("Nederlands") en English ("Engels"). Ook het woord 'Nederengels' wordt gebruikt voor vormen van kruisbestuiving tussen het Engels en het Nederlands. Dit begrip slaat echter op het overvloedig gebruik van Engelse woorden in de Nederlandse taal. Het gaat daarbij niet per definitie om taalfouten. De term Inglisj wordt met name gebruikt voor een parodie op steenkolenengels (bijvoorbeeld: Joe spiek Inglisj ferry koet in plaats van You speak English very well (dus niet: good)). Of: Wie stee not et dûh korridor voor We blijven niet aan de gang (We don't have all day).
Analoog wordt voor slecht Duits wel de term steenkolenduits gebruikt.
Ook de sprekers van andere talen hebben soms moeite met het Engels. De Duitse term voor steenkolenengels bijvoorbeeld is Denglisch, een mengsel van Deutsch en Englisch. Ook dit wordt vaak gebruikt voor Engelse invloeden op het Duits.

## Oorsprong
De term zou teruggaan op de elementaire vorm van Engels die Nederlandse havenarbeiders spraken met Engelse zeelui bij het lossen van steenkool in de vroege 20ste eeuw.
De Nederlandse en Engelse taal zijn verwante, West-Germaanse talen. Doordat er veel overeenkomsten zijn, maken Nederlandstaligen soms fouten wanneer zij in het Engels spreken of schrijven. De bekendste vorm van dergelijk steenkolenengels is het letterlijk vertalen van woorden, zonder te letten op de Engelse grammatica of de werkelijke betekenis van de gebruikte (Engelse) woorden. Een voorbeeld zou kunnen zijn dat de woordgroep
"De letterlijke vertaling van woorden, zonder te letten op de Engelse grammatica"
wordt vertaald als
"The literally translating of words, without to let on the English grammar"
waar correct zou zijn:
"The literal translation of words, while failing to keep English grammar rules in mind".
Een tweede oorzaak is onbekendheid met de culturele context van een taaluiting. De Engelse en in mindere mate de Amerikaanse samenleving zijn hiërarchischer dan de Nederlandse, wat zich vertaalt in beleefdere zinsbouw: waar de Nederlander iemand vrij direct vraagt "give me X", zal een Brit of Amerikaan zich bedienen van "Excuse me, would you mind giving me X?" Niet elke Nederlander of Vlaming realiseert zich dat woorden als "shit" en "fuck", die in het Nederlands als hard maar niet heel grof worden ervaren, een Engelssprekende wel buitengewoon onbeschoft in de oren klinken.

## Interferentie
Nederengels ontstaat als specifiek Nederlandse taalgewoonten worden "meegenomen" naar het Engels; dit verschijnsel wordt wel "interferentie" genoemd. De Nederlandse gewoonte interfereert immers met het juiste Engelse gebruik, loopt als het ware voor de voeten.
Interferentie kan op verschillende niveaus plaatsvinden. Voorbeelden:
uitspraak
- De Engelse woorden pan en pen klinken anders, en verschillen op hun beurt van het Nederlandse woord 'pen'. Nederlanders spreken deze drie woorden echter vaak hetzelfde uit.
- De u in Engelse woorden als fun, close up, bungeejumping dient te worden uitgesproken als een korte (doffe) a (zoals in het Nederlandse "kat") niet als een korte u (zoals in het Nederlandse "mus"). Hetzelfde geldt voor de o in cover.
- Voor veel Engelstaligen is er een klinkerverschil tussen wander en wonder. Nederlandstaligen horen dat nauwelijks.
- Voor sommige Engelstaligen is er een verschil tussen wh en w dat de meeste Nederlandstaligen ontgaat.
- Nederlandstaligen zeggen 'ents of worts' in plaats van endz of wordz, Engels heeft stemhebbende medeklinkers aan het eind, hoewel Amerikanen ze ook niet altijd uitspreken.
- Het Engelse woord of wordt in Dunglish gewoon uitgesproken zoals in het Nederlands. Waarschijnlijk omdat het op dezelfde wijze geschreven wordt. De o-klank is in beide woorden nochtans significant verschillend.

grammatica
- Steenkolenengels: *I have it cold

interferentie door: 'Het koud hebben'
correct Engels: I'm cold of I am cold
- Steenkolenengels: *have you hunger?

interferentie door: 'heb je honger?'
correct Engels: are you hungry?
- Steenkolenengels: *it's 11 hour

interferentie door: 'het is 11 uur'
correct Engels: it's 11 o'clock
woord

(zie ook hieronder, bij Valse vrienden)
- Steenkolenengels: to *handle in arms

interferentie door: 'handelen'
correct Engels: to trade in arms

## Valse vrienden
Steenkolenengels ontstaat vooral doordat kleine verschillen in de grammatica van de twee talen over het hoofd worden gezien. Daarnaast kan het ontstaan doordat er Nederlandse woorden zijn die in het Engels (bijna) dezelfde vorm hebben, maar een andere betekenis. In de Cambridge International Dictionary of English wordt dit verschijnsel aangeduid met "false friends" en in de 'Van Dale' met "valse vrienden". Niet alleen tussen het Nederlands en het Engels bestaan deze "false friends", maar het komt eigenlijk tussen de meeste Europese talen onderling wel voor en zelfs tussen variëteiten van eenzelfde taal. De aanduiding kwam vermoedelijk voor het eerst in het Frans voor als "faux amis".
Enkele voorbeelden van valse vrienden:
- eventually = 'uiteindelijk, ten slotte'

'eventueel' = (if) any, possible, possibly
- in the fall = 'in de herfst' (Amerikaans Engels)

'ingeval' = in case
- backside = 'achterwerk'

'achterkant' = back, bijvoorbeeld the back of the house
- warehouse = 'pakhuis'

'warenhuis' = department store
- to solicit = 'iets proberen te krijgen'

'solliciteren' = to apply

### Haventaal
Het oorspronkelijke steenkolenengels werd rond 1900 gebezigd in Nederlandse havens.
- Het commando "Alle hens aan dek", waarbij de gehele bemanning moet verschijnen op het dek, is een verbastering van het Engelse commando All hands on deck.
- Het scheldwoord "halve zool" is terug te voeren op deze haventaal. Het is een verbastering van het Engelse arsehole. De Rotterdamse schrijver Willem van Iependaal gebruikt de term in de jaren dertig in zijn romans als volkstaal, maar de eerste bekende verschijning in druk was in 'De Jordaan' van Israël Querido in 1912.[3]
- De kreet "lekko" wordt in de Nederlandse scheepvaart gebruikt bij het loslaten van bijvoorbeeld het anker of de trossen. Het ontstond in de Rotterdamse haven als variant op het Engelse let go.

### Voorbeelden
- Tijdens een ontmoeting tussen de Nederlandse minister van Buitenlandse Zaken Joseph Luns en John F. Kennedy zou Kennedy hebben gevraagd welke hobby's Luns had. Deze antwoordde: I fok horses (door een Engelstalige op te vatten als 'Ik neuk paarden'). Kennedy, die uiteraard zeer verbaasd was, vroeg: Pardon?, waarop Luns meteen antwoordde: "Yes, paarden!"[4]
- Tijdens een bezoek van Gerbrandy aan Churchill zou de Nederlandse minister-president hem hebben begroet met Goodbye! (als vertaling van 'goedendag'). Churchill reageerde volgens de overlevering met Already?
- Tijdens een interview met het Israëlische televisiekanaal "i24NEWS" zei de Belgische politicus Theo Franken over de kritiek die premier Alexander De Croo leverde op de handeling van het Israëlische leger bij zijn bezoek aan dat land: "the drup in the emmer that is totally full."[5][6]

### Worst teacher award
Sinds veel colleges aan de TU Delft in het Engels gegeven dienen te worden, reikt de studentenvakbond VSSD zo nu en dan een worst teacher award aan universitaire docenten uit - een rookworst, om precies te zijn. Genomineerde zinnen van de afgelopen jaren waren onder meer:
- 'You have to screw up the number' ('Je moet de waarde opschroeven'. Correcte verwante uitdrukking: You have to raise the number.)
- 'This college goes over ramps' ('Dit college gaat over rampen'. Een ramp is een helling of oprit in het Engels. Correcte verwante uitdrukking: This lecture is about disasters).
- 'I tried to lead you around the garden' ('Ik probeerde je om de tuin te leiden'. Correcte verwante uitdrukking: I tried to lead you up the garden path.)
- 'I have an equation picked from the sky' ('Ik heb een vergelijking uit de lucht gegrepen'. Correcte verwante uitdrukking: I pulled this equation out of thin air.)
- 'Don't let the cheese eat off your bread' ('Laat de kaas niet van je brood eten', ook in het Nederlands foutief want moet 'Laat je de kaas ..." zijn. Correcte verwante uitdrukking: Don't let them eat your lunch.)
- 'Take the carrot of two' ('De tweedemachtswortel nemen', aldus een docent aan de TU/e. Correcte verwante uitdrukking: Take the square root.)

### Humor
Onjuist Engels kan ook opzettelijk gebruikt worden om een humoristisch effect te bereiken.
- De komiek Urbanus gebruikte de uitspraak My hair is in den oorlog om aan te duiden dat zijn haar in de war was.
- Urbanus gebruikte ook: Come on baby let's talk wanneer hij zijn handen intalkte tijdens een optreden.
- Ook gaf hij de vertaling van Broeder Jacob: Brother Yeshead
- Hugo Brandt Corstius (Hugo Burnt Crustius) vertaalde Roodkapje letterlijk in het Engels.
- De Nederlander Jan van der Meulen publiceerde vanaf 1956 onder het pseudoniem John O'Mill diverse poëziebundels in steenkolenengels. Hij noemde de taal Double Dutch.
- Cabaretier Harrie Jekkers: Orphan up your guard ('Wees op je hoede'). The captain go to the beach with a piece of twelve men. (De kapitein ging naar het strand met een stuk of twaalf man). En "The ship walked fast" ('Het schip liep vast'). (Volgens Jekkers was dit het werk van een leerling in de tijd dat Jekkers leraar Engels was.)
- Colin White en Laurie Boucke geven in hun boek The UnDutchables de volgende voorbeelden:
  - A pain under the toenail is not quite the same as Een peen onder het toneel
  - Nasi Goreng en Mie is not quite the same as Nazi Goering and Me
- Enigszins populair als ondertekening onder e-mail en in nieuwsgroepen is "Unox, the worst operating system"